# Церковь Святого Филиппа (Жирона)
Церковь Святого Феликса (кат. Església de Sant Feliu) была построена в честь мученика Феликса, он же Фелиу, он же Feliu (кат).

## История
Несмотря на то, что это культовое сооружение было возведено за пределами города, в жизни горожан, оно совсем скоро начало играть очень важную роль. Например, в VI и VII веках церковь превратилась в важный центр паломничества. Во времена насильственного навязывания мусульманства в Жироне, церковь была собором.

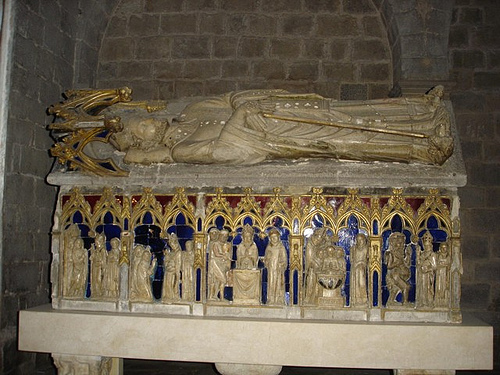

Однако впоследствии её превратили в мечеть. К счастью, после оккупации каталонских земель франками, церковь снова стала выполнять функции собора. Более того, её отлично укрепили на случай возможных вражеских атак.
Современное здание Церкви Святого Феликса (Església de Sant Feliu) — результат смешения различных архитектурных стилей. Первоначальный дизайн церкви был разработан в романскую эпоху. Об этом свидетельствуют фундамент и оформление фасада. Фундамент церкви базилический, с тремя нефами, разделенными между собой четырьмя арками. Главный неф заканчивается полукруглой апсидой (выступ здания). Размеры поражают!
В противовес умеренному количеству романских апсид, позднее, для украшения интерьера были использованы большие готические окна.
Южный неф оканчивается апсидой, от которой начинается часовня. Однако, более всего историков заинтересовало отсутствие аспиды у северного нефа. Ученые предположили, что она была разрушена в XVIII веке, во время строительства часовни Св. Нарцисса (capilla de sant Narcís).

## Что посмотреть в церкви Святого Феликса в Жироне

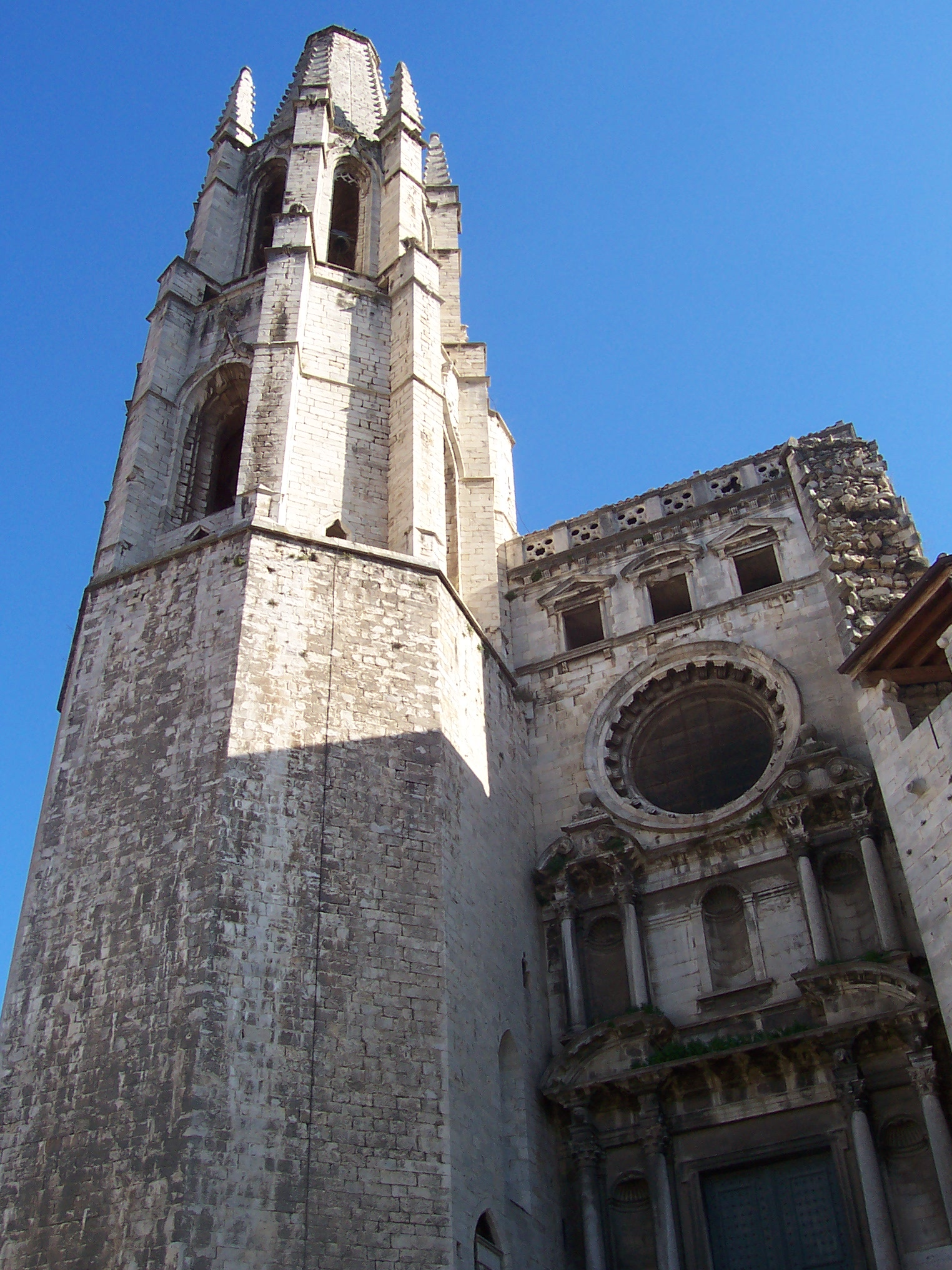

Во время реставрации 2007—2008 годов, были обнаружены некоторые любопытные моменты. Оказалось, что все предыдущие реставрационные работы не проводились выше высоты трифория. Причём, 12 из 14 капителей апсидной части соответствуют старинной романской крытой галерее.
Основу церковной росписи составили изображения животных и растений. Однако, были обнаружены сцены из жизни Святого Феликса и Святого Нарцисса. Более того, в стенах клироса (место в храме, предназначенное для хора) были найдены несколько римских саркофагов II и III веков!
Сегодня одной из достопримечательностей Церкви Святого Феликса считаются готическая гробница Св. Нарциса (sepulcro gótico de sant Narcís) и саркофаг XII века, которые находятся с внешней стороны церкви, в стене южного нефа. На внешней стороне саркофага изображены два ангела, удерживающих солнце, а на стороне, которая находится внутри церкви — Агнец Божий (Agnus Dei).
В настоящее время реставрируется интерьер церкви. Во время очистки сводов проявились красочные изображения времён готики, которые были закрашены известью в период барокко.
В церковь можно попасть через три входа. Главный фасад выполнен в стиле барокко в XVII веке. Вход с северной части церкви довольно строгий с заостренной аркой. С внутренней стороны входа лепное украшение, которое поддерживается двумя тонкими колонами с резными капителями.
Церковь Святого Феликса (Església de Sant Feliu) открыта для туристов на протяжении всего года.
- Адрес: Каталония, Жирона, Pujada de Sant Feliu, 29

Автор статьи — Наталия Маджик, Елена Римская